# Leggi nuove
Le Leggi Nuove (in spagnolo Leyes Nuevas) sono un insieme di leggi promulgate il 20 novembre 1542 con lo scopo di migliorare le condizioni degli indigeni dell'America spagnola, fondamentalmente attraverso la revisione del sistema dell'encomienda.

## Precedenti
Dall'inizio del XVI secolo in Spagna si sollevarono voci in difesa degli indigeni del Nuovo Mondo. Le Leggi di Burgos (1512) furono il primo tentativo di tutela degli indigeni da parte del governo spagnolo, ma, benché il proposito fosse buono, la condizione di schiavitù degli indigeni non cambiò. Durante il regno di Carlo V il dibattito si ravvivò. Il re, avendo saputo, grazie a Bartolomeo de Las Casas, le nefandezze compiute dai conquistadores, procedette alla revisione della legislazione coloniale. Las Casas fu uno dei maggiori promotori dei diritti degli indigeni, sostenendo che il sistema dell'encomienda non garantiva loro i diritti fondamentali. 
L'encomienda, infatti, non eliminò la schiavitù e l'introduzione del denaro e l'obbligo per gli indigeni di risiedere nei territori affidati agli encomenderos ne disgregarono il tessuto sociale. L'istituzione coloniale era intrinsecamente perversa ed inutile dal punto di vista economico, dato che stava decimando la popolazione nativa. La posizione di de Las Casas non era un fatto isolato, ma si poneva all'interno di un dibattito circa la legittimità della Spagna a conquistare e colonizzare il Nuovo Mondo (Francisco de Vitoria pronuncia una lezione sulla colonizzazione nella quale conclude che l'indipendenza e la sovranità degli stati, comprese le nazioni degli indigeni, è inviolabile).

## Contenuto delle Leggi Nuove
Nel 1542 Las Casas riuscì nel suo intento e vennero pubblicate le Leggi Nuove che proibirono la schiavizzazione degli indigeni e abolirono l'ereditarietà dell'encomienda, che doveva scomparire alla morte degli encomenderos.
Le Leggi Nuove si possono riassumere in questi principi:
- Garantire la conservazione del governo e il buon trattamento degli indigeni;
- Divieto di schiavizzare gli indigeni per qualsiasi ragione;
- Liberazione degli schiavi, se non si dimostravano delle ragioni giuridiche in senso contrario;
- Gli indigeni non dovevano essere costretti a fare da caricatori contro la loro volontà o senza un salario adeguato;
- Non potevano essere portati in regioni remote con la scusa della raccolta delle perle;
- Gli ufficiali reali, ordini religiosi, ospedali e confraternite non avevano diritto all'encomienda;
- Il possesso delle terre dato ai primi conquistadores doveva cessare totalmente alla loro morte, senza che nessuno potesse ereditarne la detenzione e il dominio.

## Conseguenze
La promulgazione delle Leggi Nuove causò un'insurrezione dei coloni del Perù (comandata da Gonzalo Pizarro), che arrivarono ad eliminare il viceré Blasco Núñez Vela che tentava di farle applicare, sebbene è probabile che lo scopo ultimo fosse quello di ottenere un'indipendenza dalla corona spagnola attraverso l'eliminazione dell'encomienda. Nella corte spagnola si diffuse l'allarme e Carlo V si convinse che eliminare l'encomienda significasse rovinare economicamente la colonizzazione: così il 20 ottobre 1545 venne abrogato l'articolo 30 delle Leggi Nuove, in cui si proibiva l'encomienda ereditaria. Di conseguenza fu convocata la Giunta di Valladolid, in cui si affrontarono le posizioni di Bartolomeo de Las Casas e Juan Ginés de Sepúlveda. Da allora la legislazione coloniale spagnola tentò di migliorare la condizione degli indigeni in America.